# Siphonogorgia pallida
Siphonogorgia pallida är en korallart som beskrevs av Studer 1889. Siphonogorgia pallida ingår i släktet Siphonogorgia och familjen Nidaliidae. Inga underarter finns listade i Catalogue of Life.